# Xenophrys jingdongensis
Xenophrys jingdongensis és una espècie d'amfibi que viu a la Xina i al Vietnam.
Està amenaçada d'extinció per la pèrdua del seu hàbitat natural.